# 土合車站
土合站（日语：／ Doai eki */?）是屬於東日本旅客鐵道（JR東日本）上越線的鐵路車站，位於日本群馬縣利根郡水上町。

## 概要

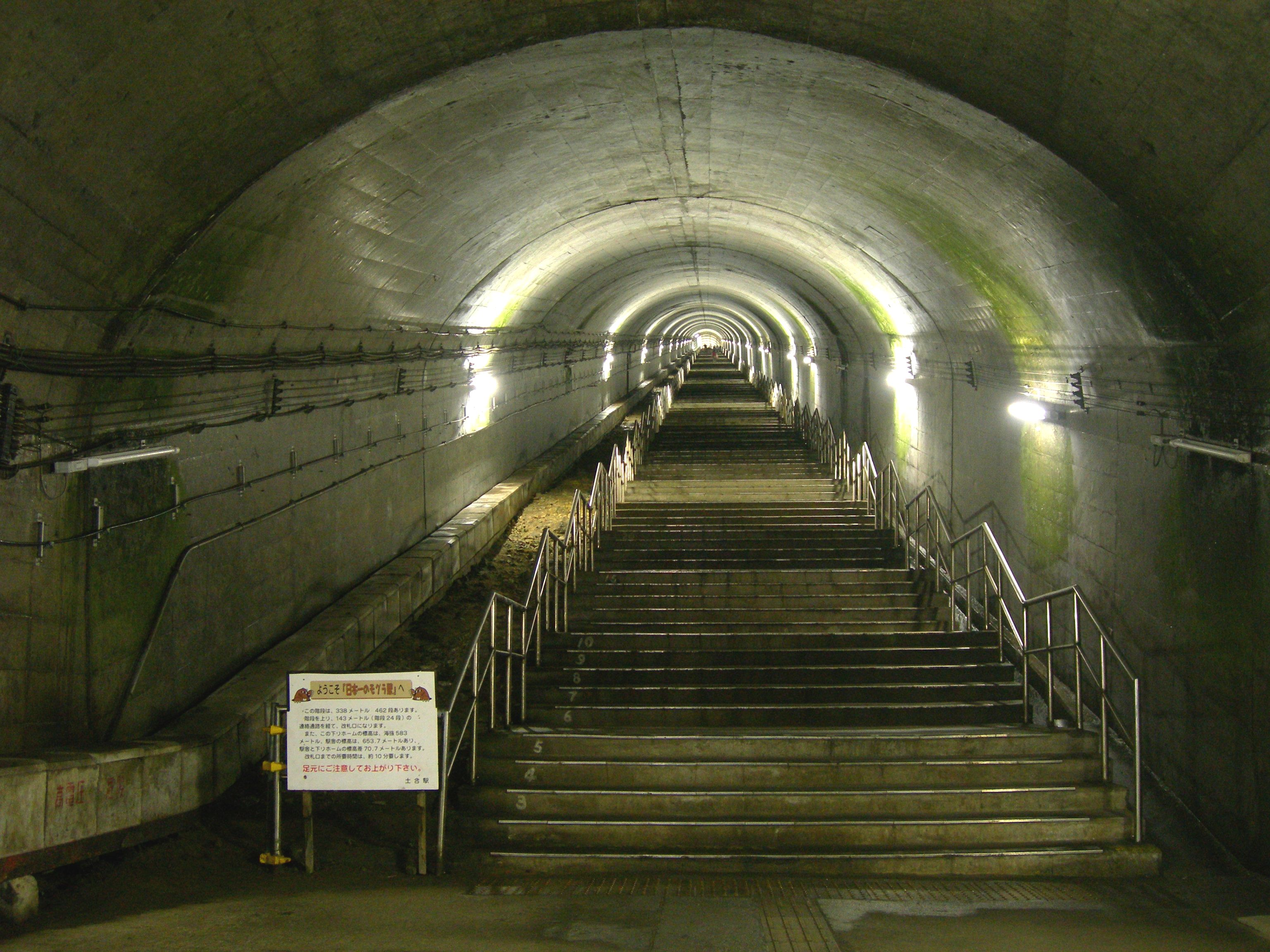
從下行月台望向聯絡通道

土合站位於三國山脈中谷川岳的腳下，同時也是群馬縣內的普通鐵道火車站中位於最北方的一座。該站最大的特點是下行月台位於新清水隧道內，因上下車人數相當少，所以未設電扶梯或電梯，要出站或者前往上行月台的話，必須先爬上一條462級、長338公尺的樓梯，然後經過一條143公尺長、24個梯級高的聯絡通道，下行月台與檢票口間的高低差大約70公尺。因此本站又被稱為「日本第一的地下車站」。在日本發行的列車時刻表中，會在「高崎線·上越線·信越本線下行」頁面旁標註「從土合站的檢票口到下行月台需要大約10分鐘」，而在有人車站時代更是會在發車前10分鐘就停止檢票。另外，在站內的樓梯上還設置有可供乘客休憩的長椅。
雖然在一年中大多數時間乘客都很少，但有許多登山客會在夏秋時節來此車站攀登谷川岳。在橫山秀夫的小說《登山者》以及2005年的同名電視劇、2008年的同名電影的開頭，也有對該車站內場景的描寫。

## 車站構造

### 月台配置
| 月台 | 路線    | 方向 | 目的地            | 備註     |
| ---- | ------- | ---- | ----------------- | -------- |
| 1    | ■上越線 | 下行 | 越後湯澤·長岡方面 | 地下月台 |
| 2    | ■上越線 | 上行 | 水上方面          | 地上月台 |

## 歷史
- 1931年9月1日：上越線水上至越後湯澤站間開通，本站作為號誌站開業[8]。
- 1936年12月19日：升級為車站[8]。
- 1967年9月28日：因上越線部分區間改為複線，新清水隧道開通。該隧道內設置的本站下行月台啟用[8]。
- 1985年3月：改為無人站[8]。
- 1987年4月1日：日本國鐵分割民營化，車站管理權由東日本旅客鐵道承繼。
- 2000年：被選入「關東車站百選」[9]。
- 2013年：JR東日本出於防火考慮而關閉部分可供登山客宿營的站內區域[10]。
- 2016年4月27日：因有登山客在站舍內的候車室中使用明火，JR東日本出於防火考慮而將候車室關閉，且近期無重開計劃[10]。
- 2017年9月：該站上下行月台間的聯絡通道與附近的清水隧道、新清水隧道以及湯檜曾螺旋線等一同被公益社團法人土木學會（日语：土木学会）指定為土木学會選獎土木遺產[11]。

## 利用狀況
民營化後，本站於1993年度的每日平均乘車人數曾達到最高值43人，此後則呈下降趨勢。另外，群馬縣並未公布2014年以後無人車站的乘車人數。
| 乘車人員推算 | 乘車人員推算 | 乘車人員推算 | 乘車人員推算 |
| 年度         | 1日平均人數  | 年度         | 1日平均人數  |
| ------------ | ------------ | ------------ | ------------ |
| 1987         | 8            | 2002         | 19           |
| 1988         | 31           | 2003         | 18           |
| 1989         | 36           | 2004         | 22           |
| 1990         | 30           | 2005         | 18           |
| 1991         | 19           | 2006         | 16           |
| 1992         | 34           | 2007         | 16           |
| 1993         | 43           | 2008         | 17           |
| 1994         | 38           | 2009         | 14           |
| 1995         | 30           | 2010         | 24           |
| 1996         | 27           | 2011         | 22           |
| 1997         | 26           | 2012         | 20           |
| 1998         | 21           | 2013         | 19           |
| 1999         | 21           | 2014         | 數據未公開   |
| 2000         | 17           | 2015         | 數據未公開   |
| 2001         | 21           |              |              |

## 相鄰車站
東日本旅客鐵道（JR東日本）
■上越線
湯檜曾－土合－土樽

## 外部連結
- JR東日本土合站官方網站 （页面存档备份，存于）